# Coleman (Texas)
Coleman város az USA Texas államában, Coleman megyében, melynek megyeszékhelye is. Lakosainak száma 3912 fő (2020. április 1.).

## Népesség
A település népességének változása:

| 2010 | 4 709 |
| 2020 | 3 912 |